# Chloë and the Next 20th Century
Chloë and the Next 20th Century — пятый студийный альбом американского фолк-музыканта Джоша Тиллмана под сценическим псевдонимом Father John Misty. Он был выпущен 8 апреля 2022 года на лейблах Sub Pop и Bella Union. Это пятый студийный альбом Тиллмана после его ухода из Fleet Foxes. Альбом был спродюсирован Тиллманом совместно с давним соавтором Джонатаном Уилсоном, и ему предшествовали синглы «Funny Girl», «Q4», «Goodbye Mr. Blue» и «The Next 20th Century».
Альбом был написан и записан во время пандемии COVID-19 в 2020 году и представляет собой отход от фолк-рока и инди-рока Misty, черпая звуковое вдохновение в биг-бэнде, джазовых стандартах и традиционной поп-музыке, а также содержит повествовательные, основанные на коротких историях тексты.

## История
Chloë and the Next 20th Century — пятый студийный альбом Father John Misty и его первый полноформатный проект после выхода альбома God’s Favorite Customer в 2018 году. Он начал писать альбом весной 2020 года. Альбом был записан в период с августа по декабрь 2020 года. Он вошёл в студию в августе, написав «Kiss Me (I Loved You)», «We Could Be Strangers», «Buddy’s Rendezvous» и «The Next 20th Century». После этой сессии Тиллман в основном разработал концепцию альбома и написал остальные песни, прежде чем запись возобновилась в октябре 2020 года.

## Отзывы
| Совокупная оценка    | Совокупная оценка |
| Источник             | Оценка            |
| -------------------- | ----------------- |
| AnyDecentMusic?      | 7.7/10            |
| Metacritic           | 82/100            |
| Оценки критиков      |                   |
| Источник             | Оценка            |
| AllMusic             | [ 8 ]             |
| The A.V. Club        | B+                |
| DIY                  | [ 9 ]             |
| Entertainment Weekly | B+                |
| The Guardian         | [ 11 ]            |
| Mojo                 | [ 12 ]            |
| NME                  | [ 13 ]            |
| Pitchfork            | 7.9/10            |
| Rolling Stone        | [ 14 ]            |
| Uncut                | 8/10              |

Альбом получил положительные отзывы музыкальных критиков и интернет-изданий. Согласно агрегатору рецензий Metacritic, Chloë and the Next 20th Century получил «всеобщее признание» на основе средневзвешенного балла 82 из 100 от 25 критиков.
Алексис Петридис из The Guardian написал: «Песни Тиллмана портативны, способны преодолеть свою эпоху… Его треки — нечто большее, чем умелые факсимиле винтажных стилей, потому что они одинаково мелодичны — послушайте припев „We Could Be Strangers“ или вздох „Kiss Me (I Loved You)“ с близким расположением микрофона. Голос Тиллмана звучит фантастически: сдержанно и надрывно». Питер Уоттс из Uncut поставил альбому 8 баллов из 10, написав: «The Next 20th Century содержит кучу песен — „Goodbye Mr Blue“, „We Could Be Strangers“, „Buddy’s Rendezvous“ — которые проникают прямо в нутро своим мгновенным мелодичным очарованием, и ещё множество других — „Kiss Me (I Loved You)“, „Q4“, „Only A Fool“, „The Next 20th Century“ — которые глубоко поражают уже через несколько прослушиваний благодаря роскошным аранжировкам, исключительной игре и эмоциональной притягательности». Лия Гринблатт из Entertainment Weekly оценила тексты альбома как «чистый пикарески, настолько полные эксцентричных персонажей и случайных голливудских историй, что они ощущаются не как песни, а как фильмы Пола Томаса Андерсона, сжатые до шести минут или меньше».
В менее благоприятной рецензии Чарльз Лайонс-Берт из Slant Magazine нашел «бродвейский инструментарий середины века» альбома «вялым и чрезмерно обморочным» и написал, что он «не обладает наблюдательностью Pure Comedy 2017 года, постапокалиптического исследования тревог и плачевных культурных привычек Америки. Напротив, повествования и игра слов в Chloë and the Next 20th Century, хотя порой и вызывающие, учитывая умение Тиллмана работать с языком, сравнительно беззубы и слишком умны наполовину".

## Список композиций
Слова и музыка всех песен — Джош Тиллман.
| №                   | Название                    | Длительность |
| ------------------- | --------------------------- | ------------ |
| 1.                  | «Chloë»                     | 3:28         |
| 2.                  | «Goodbye Mr. Blue»          | 5:00         |
| 3.                  | «Kiss Me (I Loved You)»     | 3:57         |
| 4.                  | «(Everything But) Her Love» | 4:16         |
| 5.                  | «Buddy's Rendezvous»        | 5:00         |
| 6.                  | «Q4»                        | 4:58         |
| 7.                  | «Olvidado (Otro Momento)»   | 4:48         |
| 8.                  | «Funny Girl»                | 3:39         |
| 9.                  | «Only a Fool»               | 4:03         |
| 10.                 | «We Could Be Strangers»     | 4:32         |
| 11.                 | «The Next 20th Century»     | 6:56         |
| Общая длительность: | Общая длительность:         | 50:37        |

| №  | Название                                    | Длительность |
| -- | ------------------------------------------- | ------------ |
| 1. | «Kiss Me (I Loved You)» (Jack Cruz cover)   | 3:59         |
| 2. | «Kiss Me (I Loved You)» (alternate version) | 3:40         |

| №  | Название                                  | Длительность |
| -- | ----------------------------------------- | ------------ |
| 1. | «Buddy's Rendezvous» (Lana Del Rey cover) | 4:59         |
| 2. | «Chloë» (instrumental version)            | 3:30         |

## Позиции в чартах
| Чарт (2022)                                  | Высшая позиция |
| -------------------------------------------- | -------------- |
| Австралия (ARIA)                             | 63             |
| Бельгия/Фландрия (Ultratop)                  | 47             |
| Бельгия/Валлония (Ultratop)                  | 187            |
| Канада (Canadian Albums Chart)               | 98             |
| Нидерланды (Album Top 100)                   | 55             |
| Германия (Offizielle Top 100)                | 46             |
| Ирландия (Irish Albums Chart)                | 47             |
| Шотландия (Scottish Albums Chart)            | 3              |
| Швейцария (Schweizer Hitparade)              | 47             |
| Великобритания (UK Albums Chart)             | 2              |
| Великобритания (UK Independent Albums Chart) | 2              |
| США (Billboard 200)                          | 28             |
| США (Billboard Top Alternative Albums)       | 6              |
| США (Billboard Top Rock Albums)              | 6              |